# LGA 2066
Le LGA 2066, également appelé Socket R4, est un socket CPU d’Intel qui a fait ses débuts avec les processeurs Skylake-X et Kaby Lake-X en juin 2017. Il remplace le LGA 2011-3 (R3) d’Intel dans les plates-formes pour PC de bureau haut de gamme (HEDT) et de stations de travail (basées sur les chipsets X299 « Basin Falls » et C422), tandis que le LGA 3647 (Socket P) remplace le LGA 2011-3 (R3) dans les plates-formes serveur basées sur Skylake-SP (Xeon « Purley »).